# Schiltachtal vom Teufelskopf bis Hohenschramberg
Das Schiltachtal vom Teufelskopf bis Hohenschramberg ist ein vom Landratsamt Rottweil am 1. Februar 1953 durch Verordnung ausgewiesenes Landschaftsschutzgebiet auf dem Gebiet der Stadt Schramberg.

## Lage
Das Landschaftsschutzgebiet Schiltachtal vom Teufelskopf bis Hohenschramberg liegt westlich der Talsstadt am linken Hang des Schiltachtals. Es gehört zum Naturraum Mittlerer Schwarzwald. Es wird begrenzt vom Lauterbach im Süden, von der Schramberger Gemeindegrenze im Westen und Norden, sowie der Ortslage bzw. der Schiltach im Osten.

## Landschaftscharakter
Das Gebiet ist größtenteils bewaldet. Lediglich um die eingestreuten Höfe und Zinken gibt es offenere Bereiche. Im Süden sticht die Ruine Hohenschramberg markant hervor. 

## Zusammenhängende Schutzgebiete
Im Süden des Gebiets befindet sich der Schonwald Felsenmeer (Schramberg). Außerdem gehört der Südteil des Gebiets zum FFH-Gebiet Schiltach und Kaltbrunner Tal. Das Gebiet liegt im Naturpark Schwarzwald Mitte/Nord.